# Federația de Fotbal a Nigerului
Federația de Fotbal a Nigerului (franceză Fédération Nigerienne de Football) (FENIFOOT) este forul ce guvernează fotbalul în Niger. Se ocupă de organizarea echipei naționale și a campionatului.

## Staff
Președinte
- Sani Lulu Abdullahi

Vicepreședinte
- Amanze Uchegbulam

Secretar general
- Bolaji Ojo-Oba